# 十勝岳

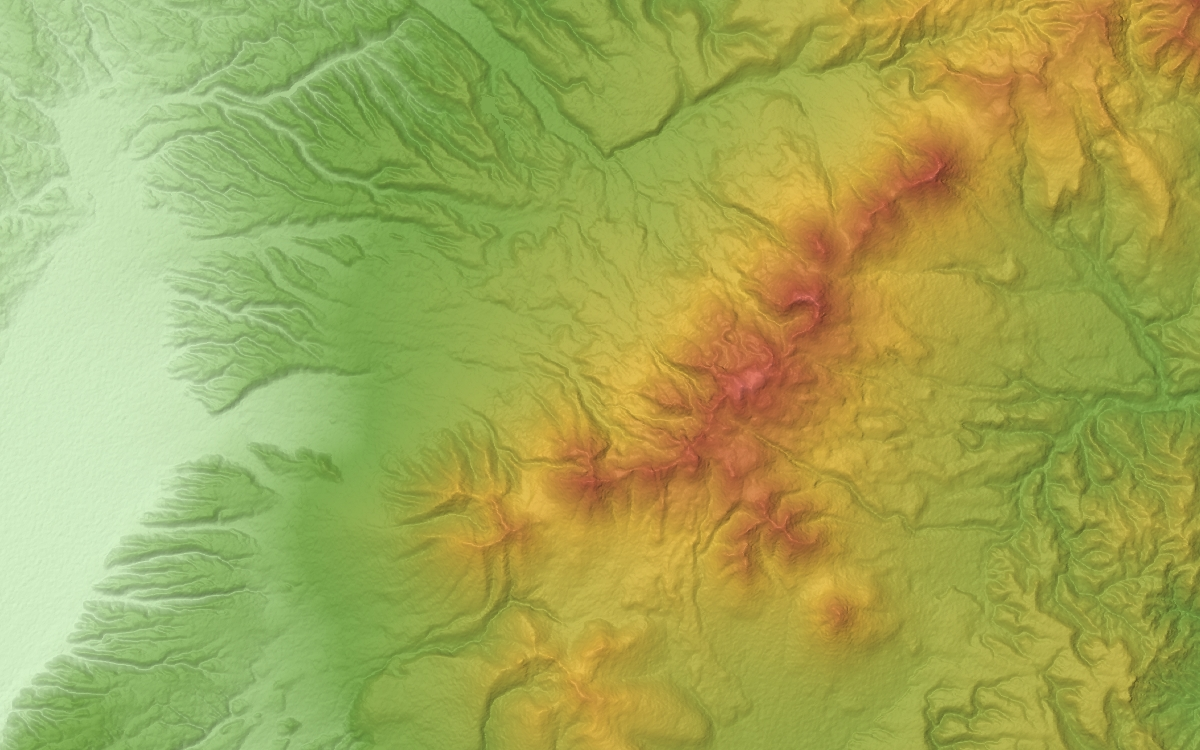
十勝岳火山群の地形図

十勝岳（とかちだけ）は、北海道の中央部の上川管内の美瑛町・上富良野町、十勝管内の新得町にまたがる標高2,077 mの活火山。大雪山国立公園内の十勝岳連峰（十勝火山群）の主峰である。深田久弥による日本百名山に掲載されているほか、花の百名山にも選定されている。山頂の西北西の前十勝にある62-Ⅱ火口からは盛んに噴煙が上がり、山頂付近は火山灰に覆われている。十勝岳避難小屋と山頂の中間には昭和火口、西の三段山の南には安政火口がある。

## 山名の由来
十勝川の源流であることが、山名の由来とされている。

## 火山活動

### 形成過程
十勝火山群は新生代第三紀末に起こった大規模な火山活動による火山岩、さらに第四紀前期、約100万年前ころまでに噴出した流紋岩・デイサイト質溶結凝灰岩などが、約1,200 mの標高で広大な基盤岩を形づくった。
約50万年前から、まず南西部で前富良野岳・富良野岳など苦鉄質安山岩質成層火山が現れた。次いで北東部の美瑛岳・オプタテシケ山・上ホロカメットク山など安山岩質の成層火山が形成されたのち、現在の十勝岳の主体をなす安山岩質の溶岩円頂丘が生じた。
その後十勝火山群は休息期に入ったが、約1万年前に活動を再開した。この新期の活動はまず美瑛富士などの成層火山の形成に始まった。ついで十勝岳に新火口を開いていくことになる。活動最盛期の約3,000年前に溶岩を流出させて生じた山頂北西のグラウンド火口は、約2,200年前には北西山麓の白金温泉にまで到達する大規模な火砕流と溶岩流を発生させた。その後グラウンド火口に生じた中央火口丘や、摺鉢火口・北向火口・焼山火口などの新火口から溶岩流があった。これらの活動の噴出物は苦鉄質安山岩が主であり、十勝岳の北〜北西斜面を覆う形になっている。また、過去2,000年間では、1回/250年の頻度で規模の大きな泥流を発生させている。

### 噴火史
安政噴火・明治噴火
十勝岳の噴火活動が和人の文献記録に初めて登場するのは1857年（安政4年）のことである。この年、松田市太郎なる人物が石狩川水源踏査の帰途に十勝岳に登頂したとの記録があり、この中で硫気活動についても触れている。松浦武四郎は6月2日「山半腹にして火脈燃立て黒烟刺上るを見る」と記している。
1887年（明治20年）の噴火は黒煙を噴出し、周辺に降灰したと記録されている。
大正噴火
1923年、溶融硫黄の沼を出現させ活動を再開した。 1925年2月頃より小規模な噴火を繰り返していたが次第に活発化し、1926年5月からは小火口を形成するなど大規模な噴火が発生した。中でも5月24日12時ごろにグラウンド火口の中央火口丘西側で発生した水蒸気噴火では、小規模な火山泥流が発生して現在の望岳台付近まで流下した。5月24日16時18分の2回目の大規模な水蒸気噴火により中央火口丘の西半分が崩壊、これにより生じた岩屑なだれは噴火から約3分で火口から2.4 kmの地点にあった硫黄鉱山の平山鉱業所宿舎を推定速度 40 m/sで飲み込み、さらに山頂付近の残雪を融かしてさらに大きな火山泥流を発生させた。この火山泥流は美瑛川と富良野川を一気に流下し、20分で約25 km離れた上富良野市街に到達した。泥流により、死者・行方不明者144人という大被害が出た。このときの噴火を描いた小説として、三浦綾子の『泥流地帯』及び『続・泥流地帯』がある。
宮本（1989）らの計算によれば、火口壁の崩壊により 2.0 × 106 m3の土砂が生じ、融雪水と混合し流下した土砂は 3.1 × 106 m3。それが 3:7（715:2385） の比率で美瑛川と富良野川に流れ込んだ。流下に伴って流域の土砂を巻き込み、美瑛川白金温泉付近で 4.76 × 106 m3、富良野川 標高700m 付近で 10.26 × 106 m3 まで増加し、美瑛市街と上富良野町（5.1 × 106 m3を堆積）に被害を与えた。

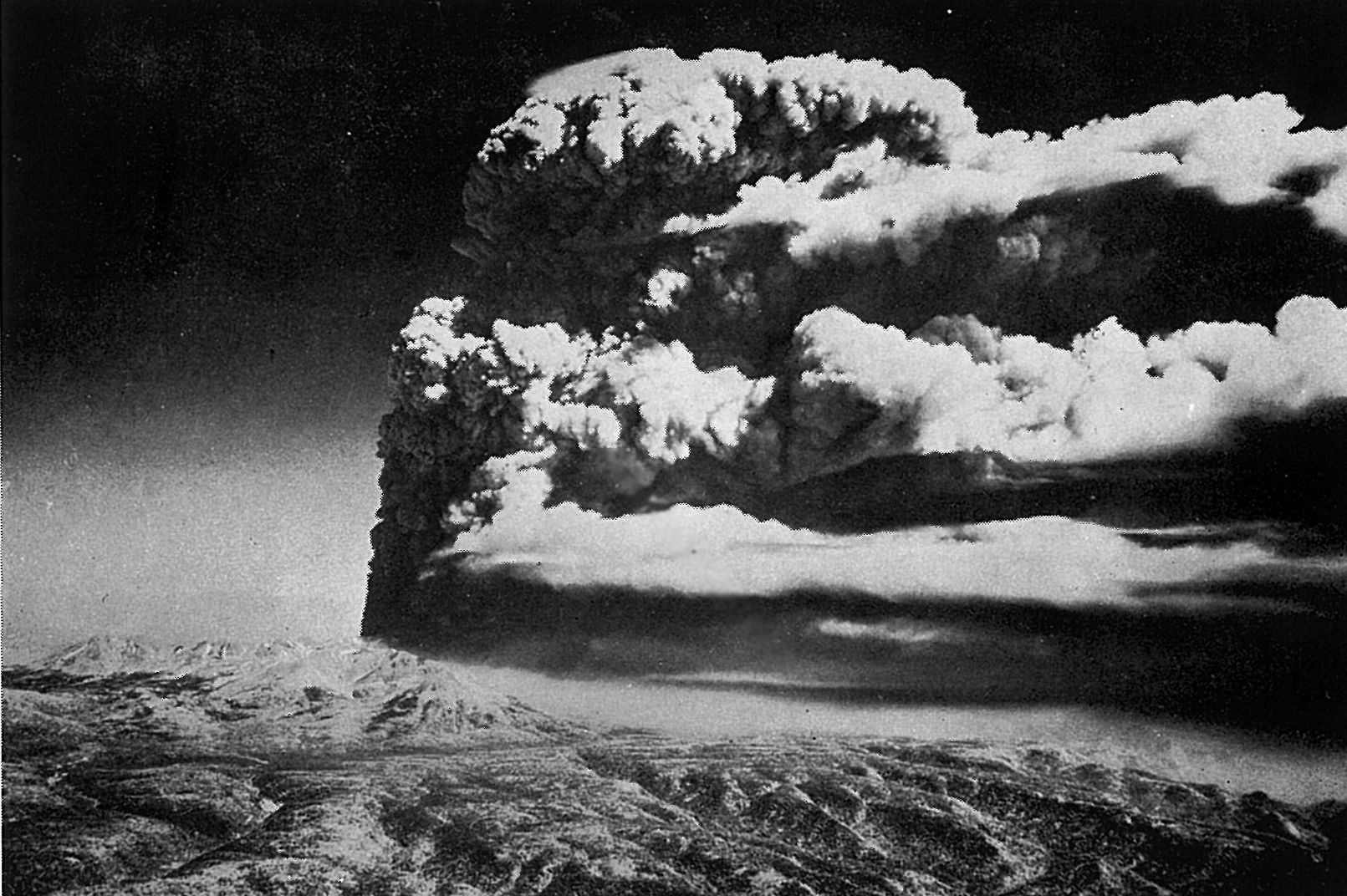
1962年

1962年噴火
1952年頃から摺鉢火口北西側で噴気が活発となっており（52年噴気孔群または昭和火口群）、直前には地震も頻発していた。1962年6月29日22時40分ころ、中央火口丘南側にあった湯沼火口付近で水蒸気爆発が発生。翌30日2時45分には大規模なブルカノ式噴火が発生、噴煙は高度12,000 mにも達した。東側の広い範囲に降灰し、千島列島中部でも降灰が観測された。大正火口付近の磯部硫黄鉱業所施設に火山弾が直撃し、作業員の死者・行方不明者5名、気象台の観測員2名を含む負傷者12名を出した。この噴火は同年8月末には終息し、湯沼火口を通って北西-南東方向に伸びる線上に4つの火口（62-0, 62-1, 62-2, 62-3）を残した。最も活発だった62-2火口は中央火口丘とほぼ同じ高さのスコリア丘を形成している。1968年、1969年の群発地震以降は一連の活動は次第に沈静化していき、1974年5月ころから、62-1火口からの噴気を再開させるが翌年6月には沈静化する。
人的被害とは対照的に、1962年噴火では大正噴火をはるかに上回るエネルギーが放出されている（『十勝岳』（北海道防災会議、1971）参照）。
1983〜1987年
群発地震と小噴火を繰り返す。
1988〜89年噴火
1988年 群発地震を繰り返し、12月62-2火口から小噴火。
1989年 小噴火、群発地震の発生を繰り返す。火砕流、火砕サージ（火砕流の先端部で発生する高温ガス流、熱雲）の発生を確認。周辺140 kmにわたり降灰。美瑛町、上富良野町の住民約300名が一時避難。3月以降、群発地震を伴いつつも噴火降活動は沈静化。
この噴火により1990年（平成2年）まで入山禁止となった。
1997年以降
空振を伴う火山性地震や噴気を観測するが激しい噴火活動は観察されていない。2004年2月と4月にごく小規模の水蒸気噴火が発生し有色噴煙や振幅の小さな火山性微動を観測。2012年8月および2013年6月には大正火口で発光現象が観察されている。
2014年12月、気象庁は噴火警戒レベルを1（平常）から2（火口周辺規制）に引き上げた。

### 防災
冬場に火山活動が活発化した場合、融雪により大規模な泥流、土石流の発生が見込まれる。発生が懸念される泥流規模は極めて大きく、流下を完全に防ぐことは難しいことから、白金温泉の高台には避難所が設置されている。地震計、空震計、GPS観測点などのテレメトリー観測、治山事業、砂防事業、被災範囲や避難経路などを整理したハザードマップの整備が進められている。

## 登山
1920年（大正9年）3月27日に、北海道大学スキー部が積雪期初登頂した。田中澄江はその著書花の百名山の中で、この山と登山道に咲く高山植物のイワブクロなどを紹介した。

### 登山道
十勝岳の登山ルートは多様である。望岳台、吹上温泉、十勝岳温泉など比較的高い標高まで舗装道路が整備されており、また山容も比較的なだらかで夏は一般登山者でも容易に登頂することができる。そのため、大雪青少年交流の家で宿泊学習を行う高校生などの集団登山によく利用されている。一方で積雪期の新得町側からの入山や各山からの縦走は難易度が高く、熟練した登山者が挑むにも適した山である。三つの主要な登山道がある。

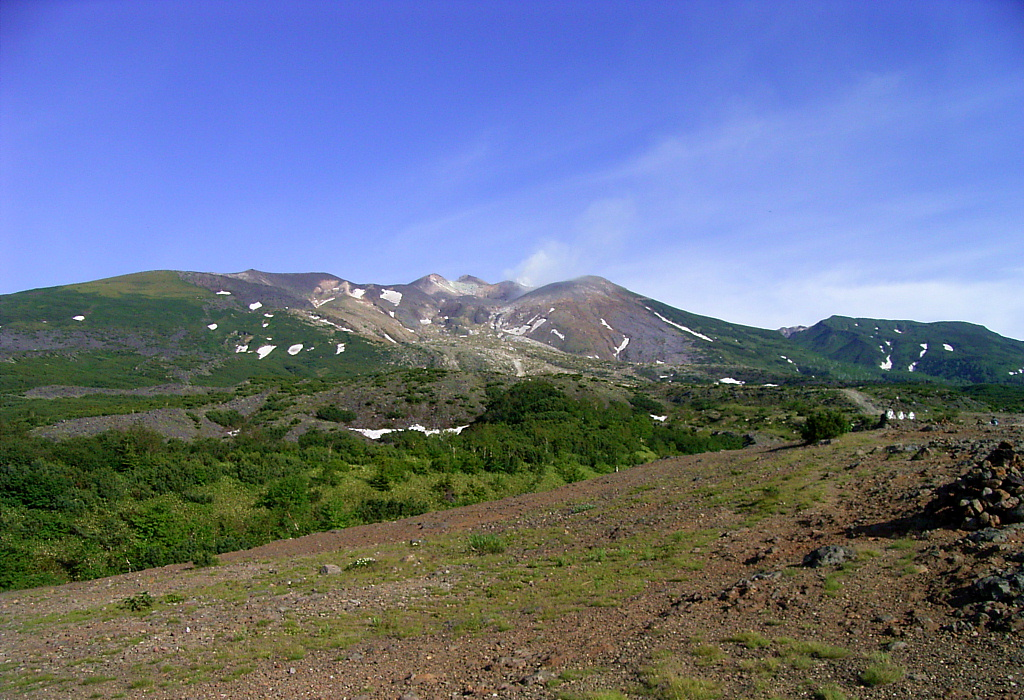
望岳台登山口から望む十勝岳

望岳台コース
望岳台登山口より入山、摺鉢火口を通り、前十勝岳を回り込むようにして登る。大正噴火の泥流跡を登ることとなり最も容易。美瑛岳への分岐の直後に十勝岳避難小屋が設置されていたが、2006年春に積雪により破損した。北海道は予算上建て替えを断念し、2006年9月に解体されたが、その後、美瑛町が2008年10月に旧避難小屋の上手、標高1,330 m付近に避難小屋を再建し、現在は利用可能となっている。
三段山コース
吹上温泉、あるいは十勝岳温泉より三段山（1,748 m）に登頂し、大砲岩から「馬の背」と呼ばれる部分を通って登頂する。現在では危険なため通行禁止となっている。
上ホロカメットク山コース
十勝岳温泉より入山し、安政火口から上ホロカメットク山へ登頂、「馬の背」と呼ばれる部分を通って十勝岳へ。
火口付近の一部は、現在も300度を超える高温となっている。立ち入り規制に従うのは当然のこと、状況に応じて引き返す判断も求められる。

### 周辺の山小屋
周辺に以下の無人避難小屋がある。
- 十勝岳避難小屋
- 上ホロカメットク避難小屋[18]
- 美瑛富士避難小屋

### 十勝岳頂上の碑『光顔巍々』
- 1942年8月26日、十勝岳頂上に石碑建立[19]。石碑には『紀元二千六百年七月建立』（1942年7月）となっているが、石碑本体を人力で山頂まで上げることが叶わず、四角柱の石碑を三角柱へ半分の大きさに削り、翌月に山頂へ登り上げたため[20]。
- 碑の揮毫者は、大谷光照（浄土真宗西本願寺第23世法主）。1937年2月から3月にかけて、大谷が北海道をスキー旅行の折、当地に立ち寄り十勝岳に山スキーにて山頂登頂した記念の書を碑に刻む[21]。
  - 浄土真宗の『一大無量寿経（大経）』の巻上にある讃仏偈の冒頭の句が、光顔巍巍の四文字。後年、大谷本人はこの碑文について「『巍巍』は漢和辞典によれば『富貴高顕の貌とあり、ふくよかで高尚なお顔』とでも解すべきでしょうか。」と解している[20]。

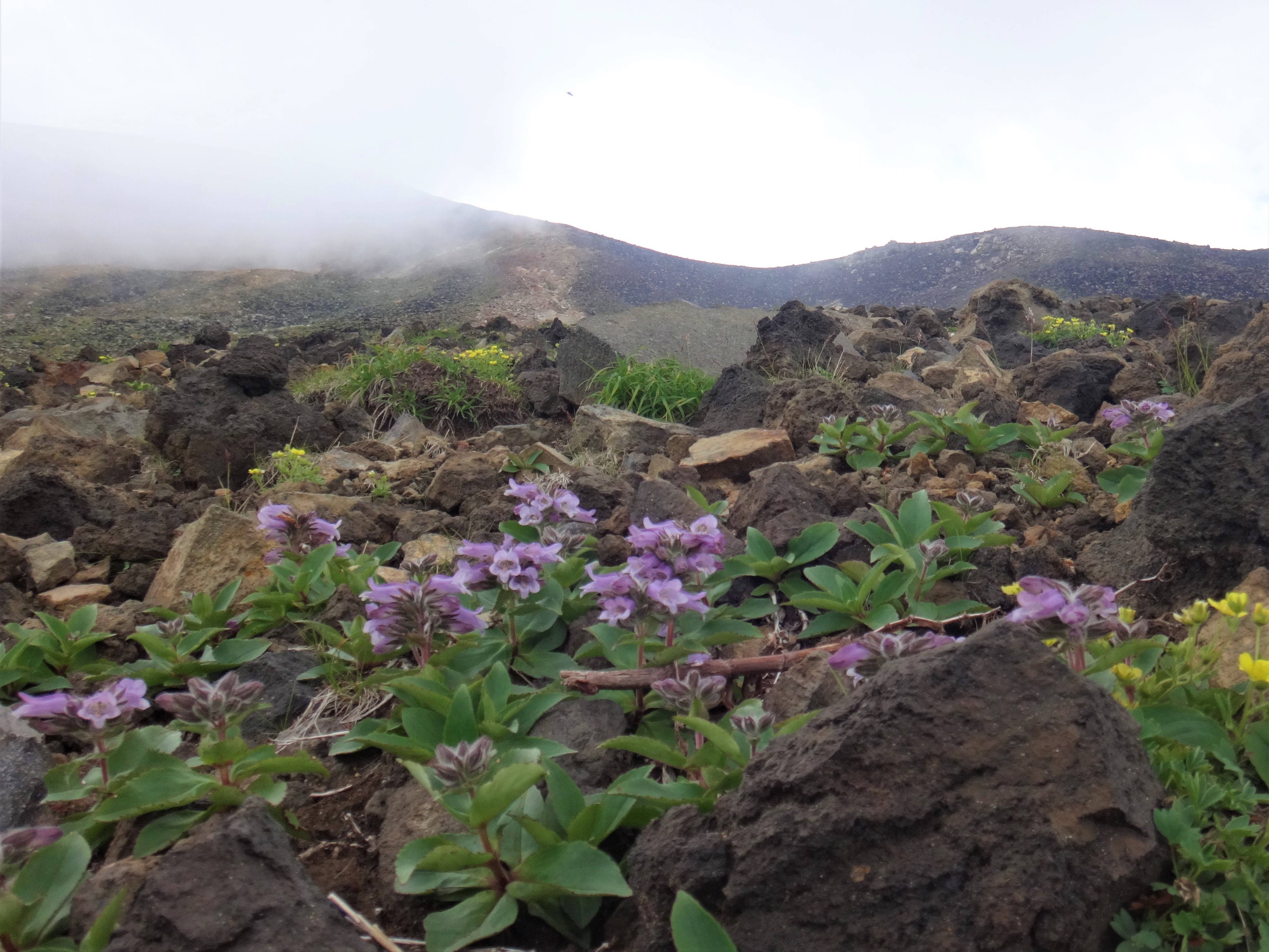
十勝岳のイワブクロ
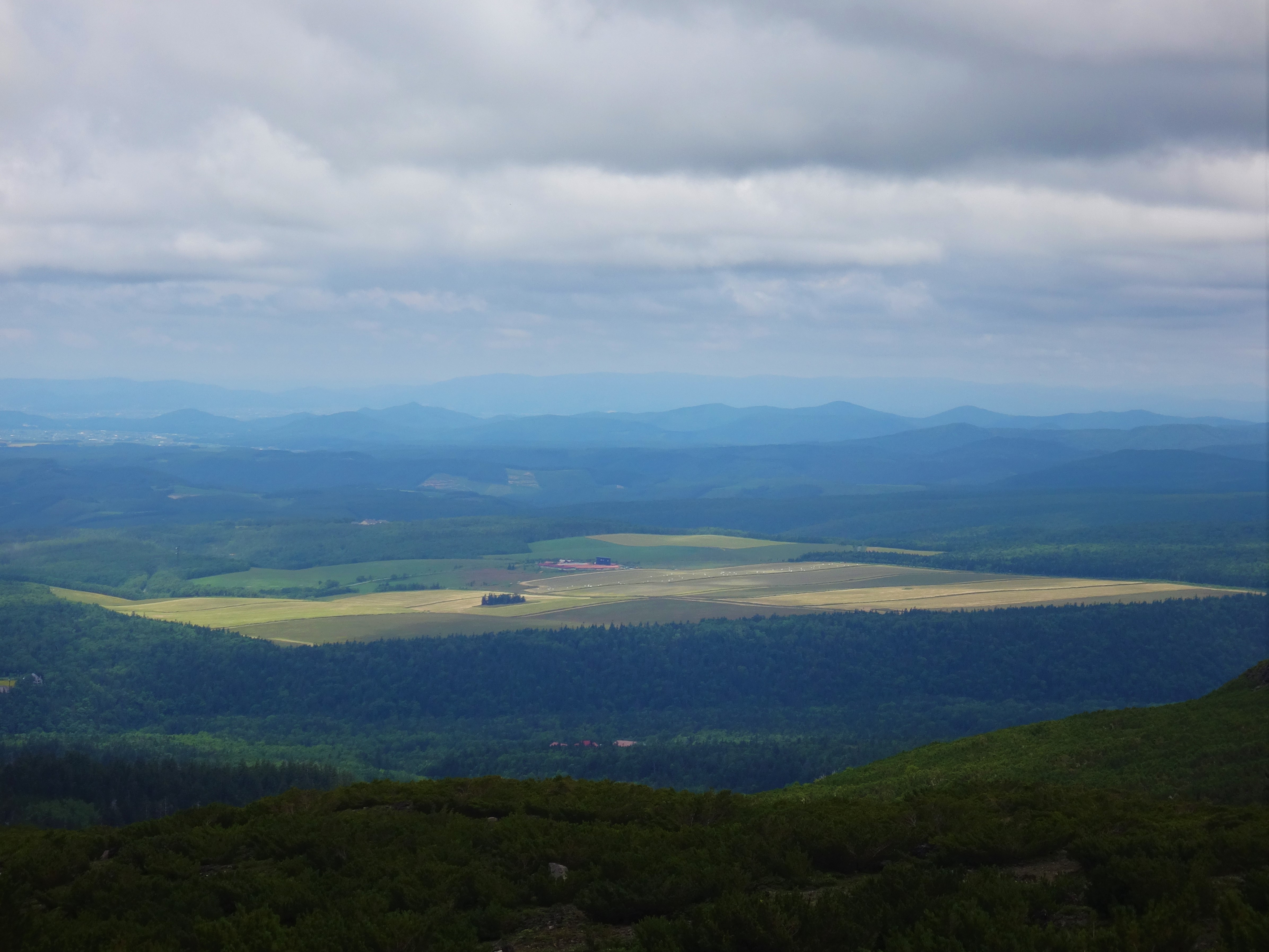
雲ノ平分岐から見た白金模範牧場
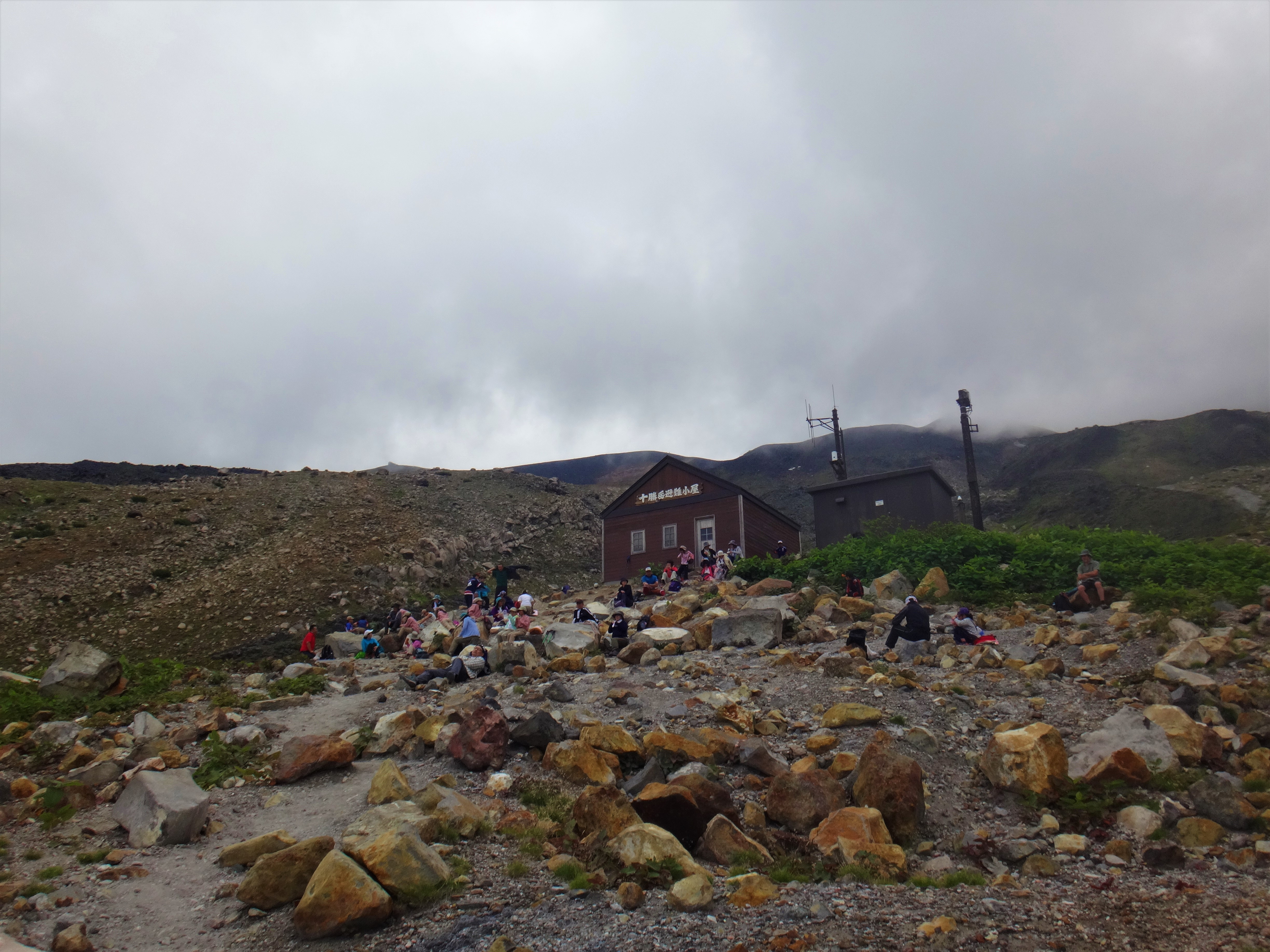
十勝岳避難小屋
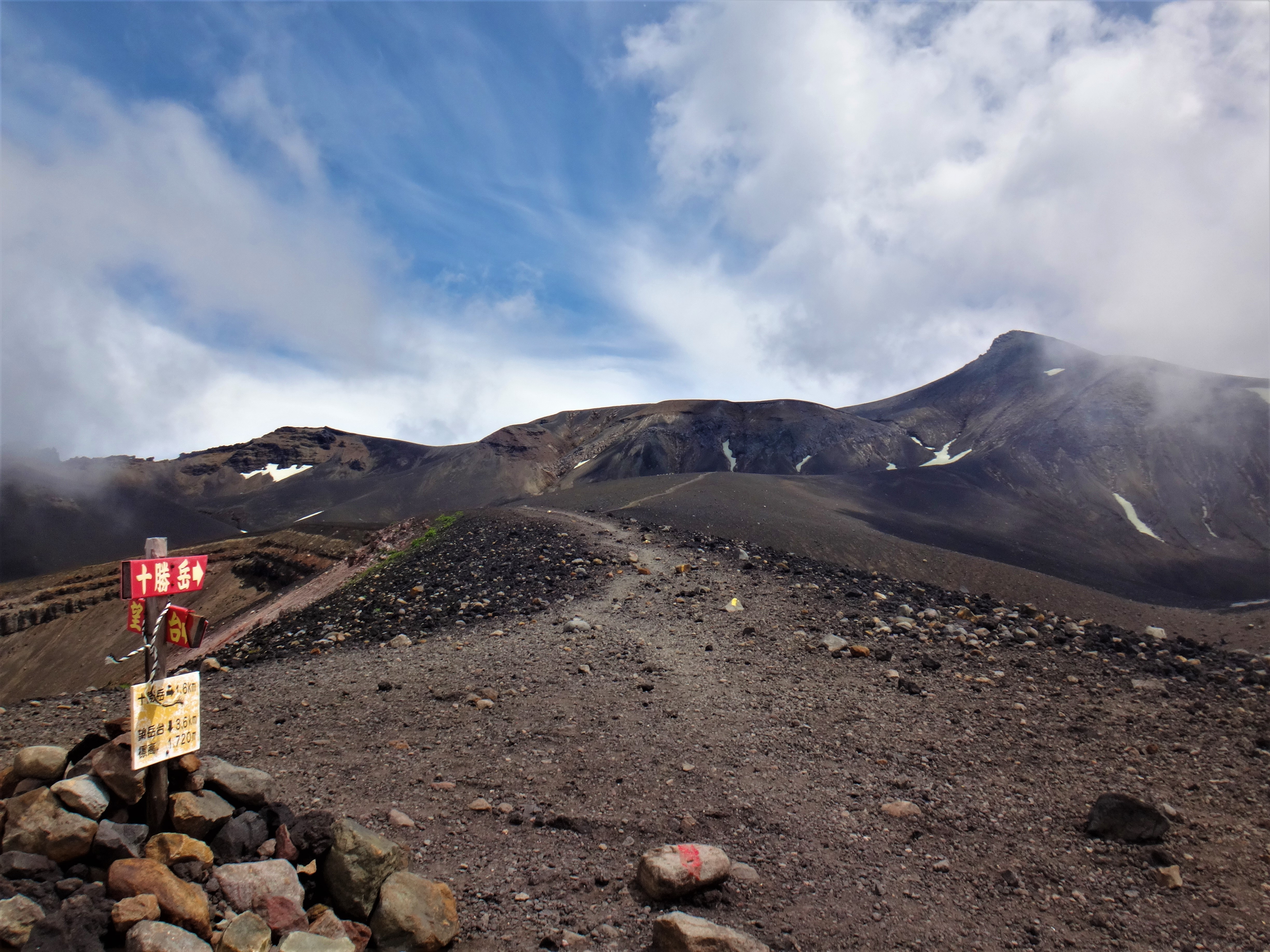
昭和噴火口付近からの十勝岳
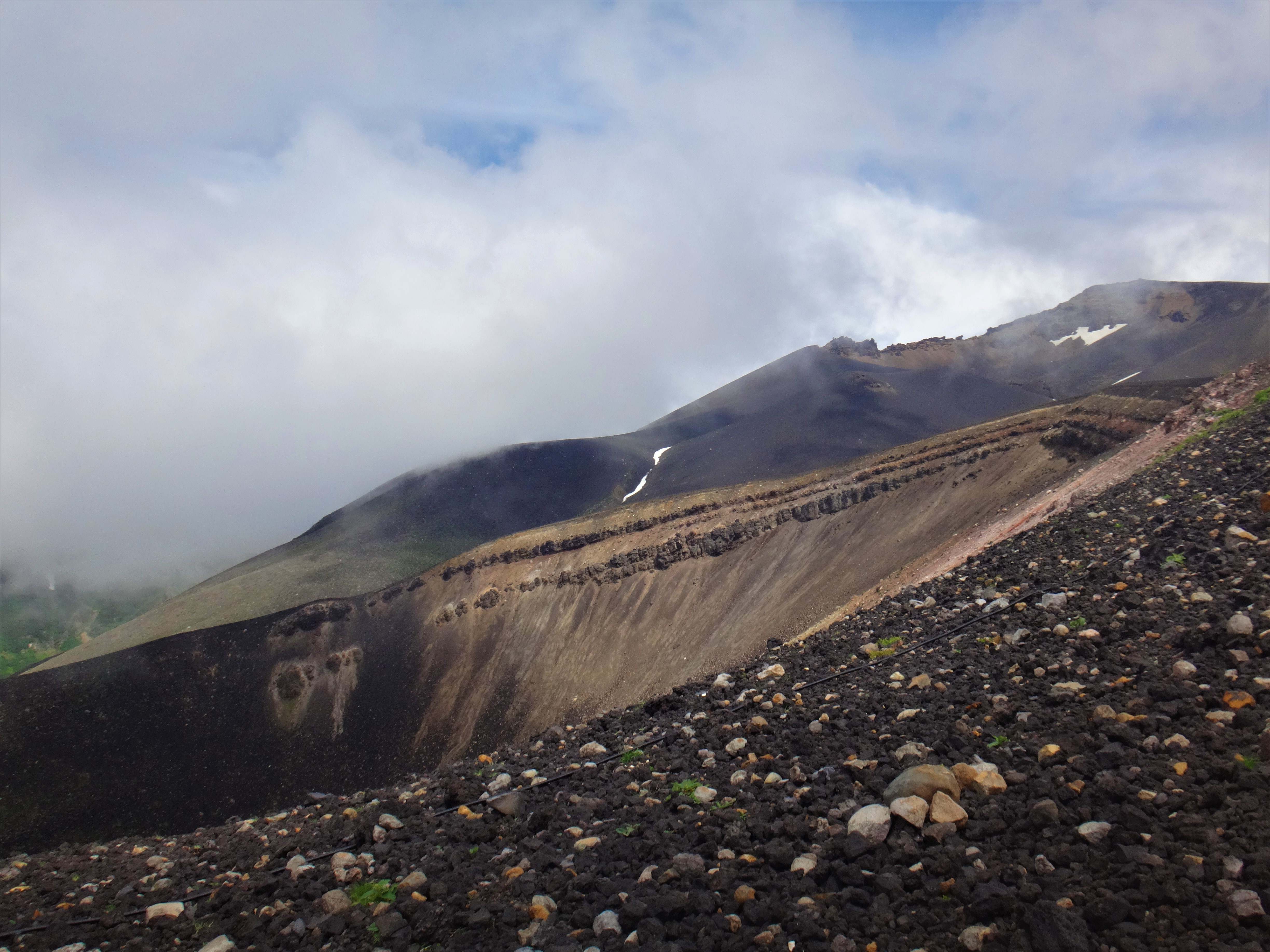
摺鉢噴火口
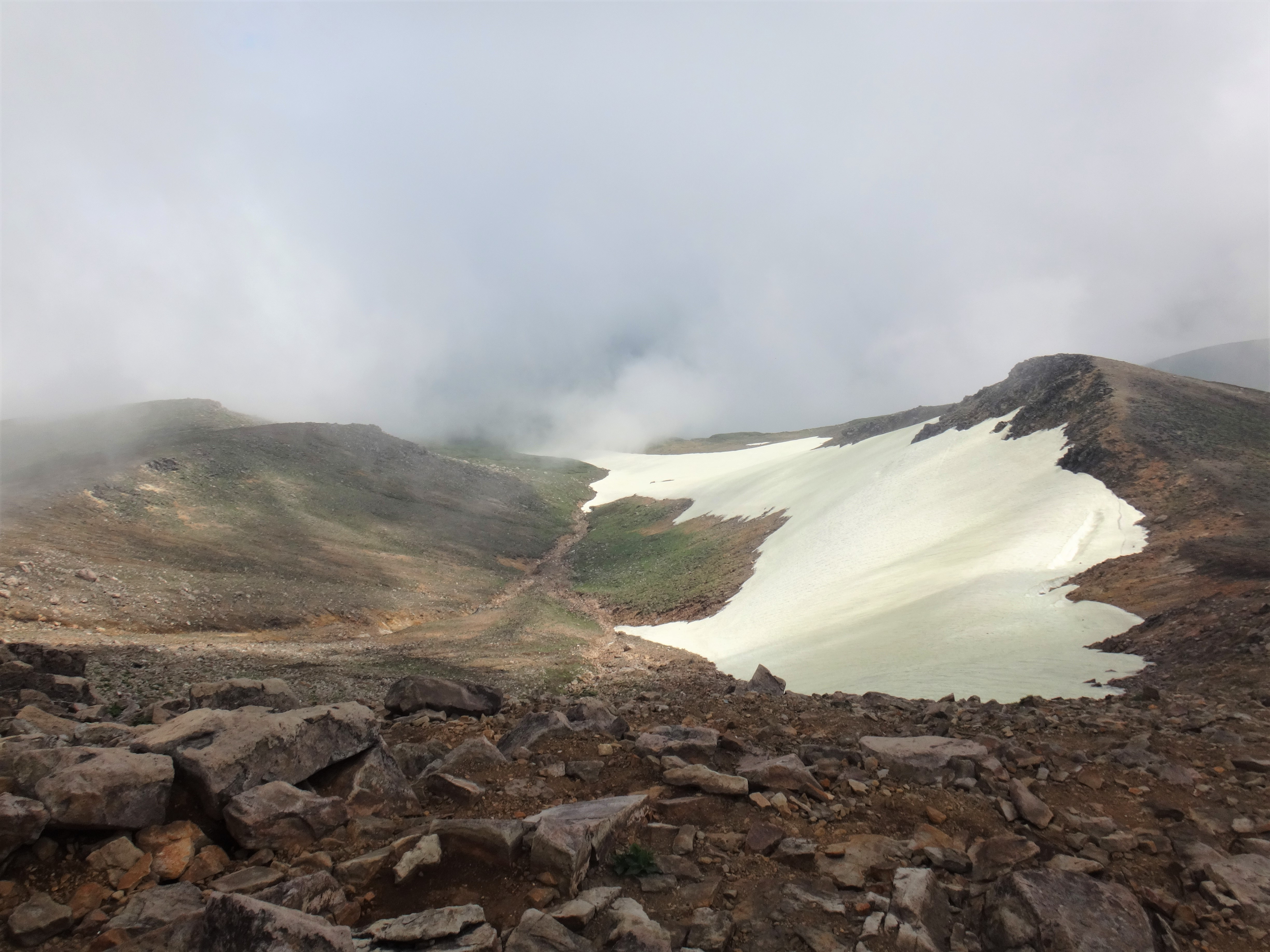
十勝岳山頂からの景色
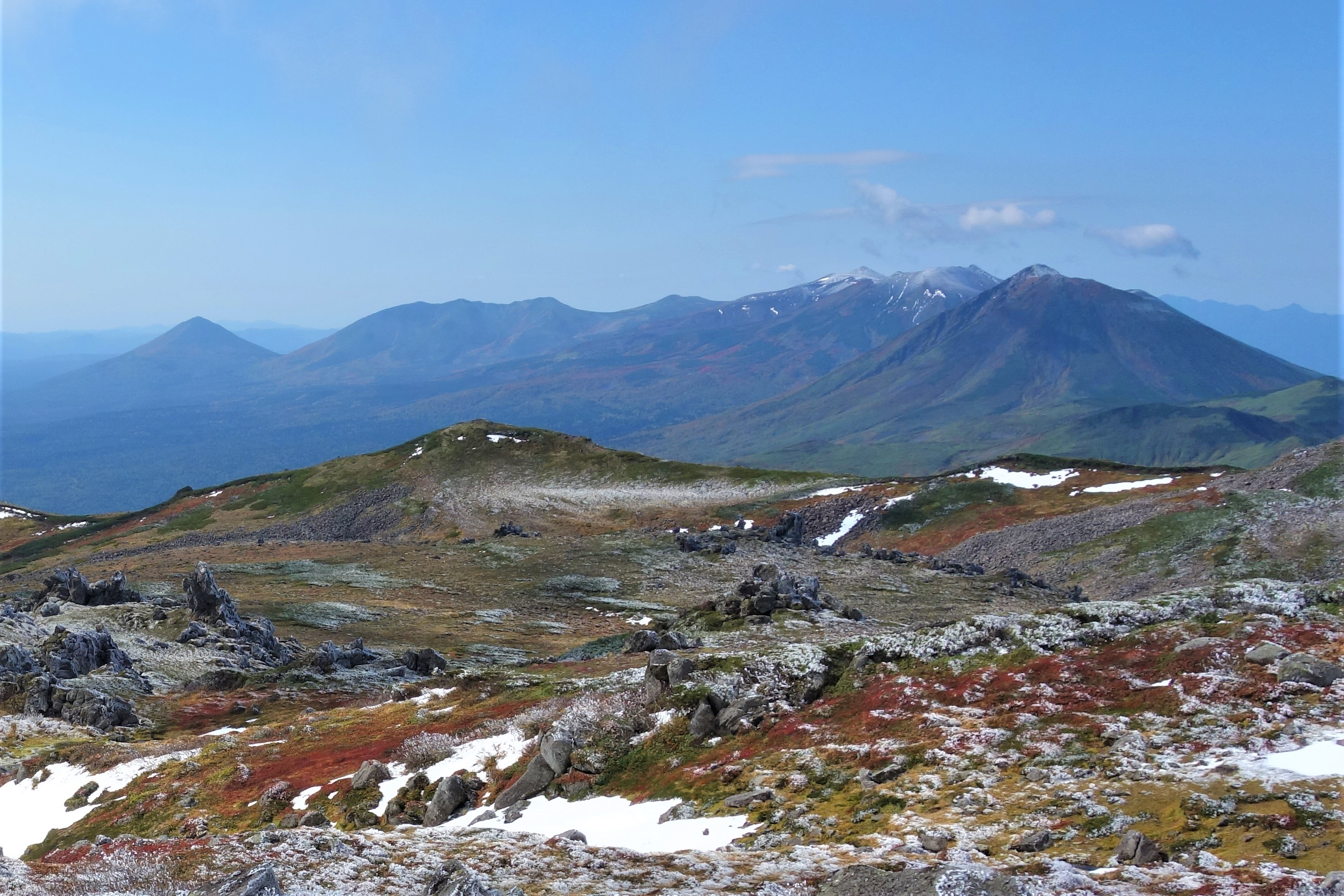
トムラウシ山（南沼キャンプ指定地）からの十勝連峰
ニペソツ山（天狗平）からの十勝連峰

## 硫黄の採掘
中央火口丘付近からは良質な硫黄が採掘されていた。
1926年の噴火直前には、東京平山硫黄鉱業株式会社が鉱山を運営。3つの鉱区が請負人制度の下で稼働しており、人夫の多くは九州地方から訪れていた。採掘期間は積雪のためおおよそ6月から10月に限られていた。
1962年噴火では再び採掘施設が破壊され、また大正火口の噴気孔の大半が噴石で埋没したことを契機に、廃鉱となっている。

## 自然災害伝承碑
2019年7月、十勝岳噴火に関する美瑛町の2基及び上富良野町の7基の石碑が自然災害伝承碑として国土地理院のウェブ地図に公開された。
- 十勝岳爆発記念（石碑）（美瑛町）[23]
- 大正大爆発丸谷温泉遭難者慰霊碑（美瑛町）[23]
- 遭難記念碑（上富良野町）[23]
- 追善記念碑（上富良野町）[23]
- 『泥流地帯』三浦綾子文学碑 （上富良野町）[23]
- 十勝岳爆発惨死者碑（上富良野町）[23]
- 新西国三十三所 観世音菩薩 （上富良野町）[23]
- 遭難記念碑（上富良野町）[23]
- 十勝岳爆発横死者血縁塔（上富良野町）[23]

## 地理

### 周辺の山
- オプタテシケ山（2,012 m）
- 美瑛岳（2,052 m）
- 上ホロカメットク山（1,920 m）
- 富良野岳（1,912 m）

### 源流の河川
以下の源流の河川が、石狩湾と太平洋に流れる。
- 美瑛川
- 富良野川（空知川の支流）
- 十勝川

### 周辺の施設
- 西麓には、白金温泉、吹上温泉、十勝岳温泉など名温泉が点在する。

- 国設十勝岳スキー場
  - 略史[24]
    - 1970年12月 - リフト2基設置しスキー場開設[25]
    - 1988年12月 - 十勝岳噴火により停止
    - 1993年5月 - リフト建替し、同年12月営業再開
    - 1996年12月 - 営業休止
    - 1999年2月 - 自然公園法に基づき廃止承認される
    - 1999年5月 - リフト撤去
- 望岳台[24]
  - 美瑛市街地から白金温泉を経た道路の終点・十勝岳中腹、標高900メートル地点にある展望所。
  - 現在は、国設十勝岳スキー場のスキーリフトが撤去されたため、5月から10月までの期間開設となる。